# Ann Arbor-stadiëring
Ann Arbor-stadiëring is het stadiëringssysteem dat wordt gebruikt bij het bepalen van het stadium voor de ziekte van Hodgkin en de meeste non-hodgkinlymfomen.
| Stadium | Omschrijving |
| ------- | --- |
| I       | De ziekte beperkt zich tot één gebied van het lymfatisch stelsel. Dit kan ook alleen de milt zijn.                                      |
| II      | Meerdere gebieden van het lymfatisch stelsel zijn aangedaan door de ziekte, maar is nog steeds beperkt tot één zijde van het middenrif. |
| III     | De ziekte heeft zich verspreid naar beide zijden van het middenrif.                                                                     |
| IV      | De ziekte heeft zich verspreid naar organen of weefsels die niet tot het lymfatisch stelsel behoren (zoals de lever of longen).         |

## Bepaling
Het stadium wordt over het algemeen bepaald met behulp van beeldvormende technieken (en het uitvragen van klachten bij de patiënt, voor de extra criteria). Beelden van een PET-scan en een CT-scan worden gecombineerd tot een PET/CT-onderzoek (vaak zijn beide technieken beschikbaar in een enkel apparaat: een PET/CT-scanner). Het voordeel van een PET-scan is hierbij dat de intensiteit van de ziekte kan worden vastgesteld en dat afwijkingen die bij alleen een CT-scan niet zouden worden opgemerkt, toch zichtbaar worden. 

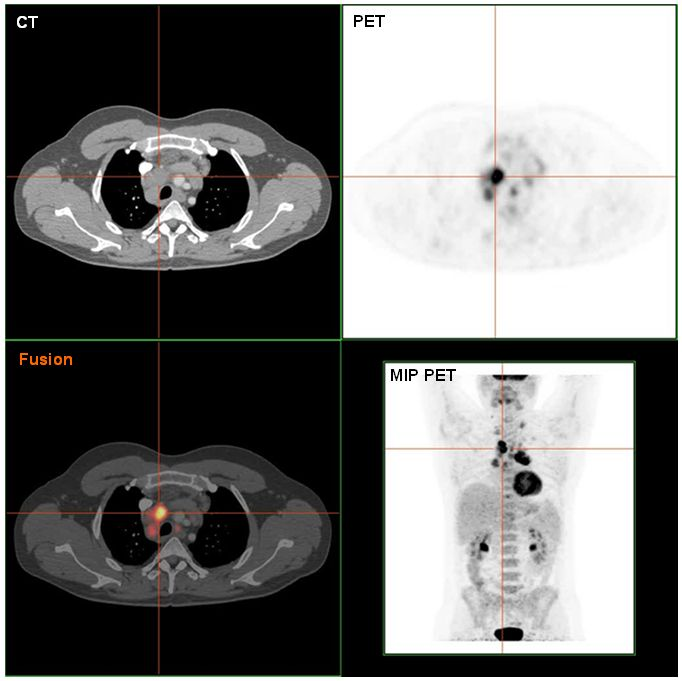
Gecombineerde PET/CT-scan bij patiënt met de ziekte van Hodgkin

De beelden van de eerste CT-scan (met een lage stralingsdosis) geven inzicht in de structuur van het lichaam en worden gebruikt ter oriëntatie, daarna wordt door de PET-scan de intensiteit van de stofwisseling in de weefsels bepaald. Door de beelden van beide scans samen te voegen (over elkaar heen te leggen) kan de arts bepalen welke weefsels overmatig actief zijn en waar de ziekte zich bevindt in het lichaam.
Direct na het PET/CT-onderzoek wordt vaak nog een afzonderlijke, reguliere CT-scan gemaakt (met een hogere stralingsdosis en een jodiumhoudend contrastmiddel) om het lichaam op weefselniveau in kaart te brengen.

## Extra criteria
De volgende letters kunnen worden toegevoegd aan het stadium:
- A of B: wanneer geen sprake is van symptomen (zoals onvrijwillig gewichtsverlies van meer dan 10% binnen 6 maanden, profuus nachtzweten of cyclische koorts) gebruikt men de letter A, wanneer wel sprake is van deze symptomen gebruikt men de letter B (deze symptomen worden ook wel de B-symptomen genoemd)
- X: er is sprake van bulky disease (hoge tumorlast) of een verbreding van het mediastinum van meer dan 10 centimeter
- S: de milt is aangedaan door de ziekte (de letter S staat voor het Engelse woord voor milt: spleen), wordt alleen gebruikt bij stadium III
- E: de ziekte heeft zich verspreid naar weefsel buiten het lymfatisch stelsel (extranodaal), wordt niet gebruikt bij stadium IV

## Geschiedenis
Het stadiëringssysteem werd genoemd naar de Amerikaanse stad Ann Arbor, waar een werkgroep bestaande uit hodgkinlymfoom-experts bijeen kwam in 1971, om het verouderde systeem Rye te vervangen.
In 1988 werden de extra letters (A, B, X, S, E) om het stadium verder te specificeren vastgelegd bij een soortgelijke ontmoeting van experts in het Engelse Cotswolds: de Cotswolds-criteria.